# François-Marie Perrot
François-Marie Perrot (* 1644 in Paris, Frankreich; † 20. Oktober 1691 ebenda) war ein französischer Kolonialbeamter unter König Ludwig XIV., Gouverneur von Montreal und dann der Gouverneur von Akadien. Er war außerdem in umfangreiche illegale Aktivitäten im Pelzhandel der Kolonien verstrickt.

## Biographie

### Herkunft und Familie
Er war der Sohn von Jean Perrot, Seigneur und Präsident der Untersuchungskammer des Parlaments von Paris, und von Madeleine de Combault. Er war ebenso der angeheiratete Neffe von Jean Talon.
Am 4. Juli 1669 heiratete François-Marie Perrot, zu dieser Zeit Hauptmann im Régiment Colonel-Général aus der Picardie, in der Saint-Barthélemy-Kirche von La Rochelle, Madeleine Laguide Meynier, die Nichte von Jean Talon, Tochter von Jean de Laguide und Marie Talon. Das Paar hatte sechs Kinder.

### Als Gouverneur von Montreal
1670 erhielt Perrot im königlichen Auftrag die Dienststellung als Gouverneur von Montreal und trat damit die Nachfolge von Michel-Sidrac Dugué de Boisbriant an. Mitte Mai 1670 verließ er La Rochelle begleitet von Talon, nicht jedoch von seiner Frau, und kam am 18. August in Quebec an.
1671 begleitete Perrot Rémy de Courcelle, den Generalgouverneur der Kolonie Neufrankreich, zum Ontariosee, um den Irokesen zu befehlen, ihre Angriffe auf mit den Franzosen verbündete Indianerstämme einzustellen und ihren Plan, französische Siedlungen anzugreifen, aufzugeben. Durch Courcelles Aktion wurden weitere Kriegshandlungen vermieden.
Im folgenden Jahr erhielt Perrot die Île Perrot am Zusammenfluss des Ottawa River und des Sankt-Lorenz-Stroms als Besitz zugesprochen, die heute seinen Namen trägt.

### Verstrickung in den Pelzhandel
Auf der Insel richtete Perrot einen Handelsposten ein und beschäftigte Männer (sog. Coureur de Bois), um den Pelzhändlern aus Montreal Konkurrenz zu machen. Königliche Erlasse, die den Pelzhandel regelten, verboten solche Unternehmungen, doch als die Einwohner Montreals begannen, gegen seine Handlungen zu protestieren, zwang Perrot sie mit Gewalt, ihren Widerstand aufzugeben.
1673 errichtete auch Frontenac, zu dieser Zeit Gouverneur Neufrankreichs und damit Perrots Vorgesetzter, einen Pelzhandelsposten am Ontariosee. Dieser stellte für die Händler in Montreal eine weitaus größere Bedrohung dar, als Perrots illegale Aktivitäten und riefen auch weitaus größeren Unmut hervor. Perrot schloss sich den Protesten der Bevölkerung von Montreal zunächst an. Um diesen Widerstand zu unterdrücken, ließ Frontenac Perrot unter verdächtigen Umständen verhaften und wies den Souveränen Rat der Kolonie an, Perrot abzuurteilen. Perrot verteidigte sich, indem er auf seine Einsetzung durch den König betonte, dem gegenüber er einzig verantwortlich sei. Zum Entsetzen von Frontenac verwies der Rat folgerichtig die Angelegenheit an den König. Frontenac schickte Perrot daraufhin nach Frankreich, wo er vor Gericht gestellt und zu drei Wochen Festungshaft in der Bastille verurteilt wurde.
Nach seiner Freilassung wurde Perrot in seine Dienststellung als Gouverneur von Montreal wiedereingesetzt und Frontenac wurde angewiesen, ihn künftig mit mehr Respekt zu behandeln. Bei seiner Rückkehr nach Neufrankreich schloss Perrot Frieden mit Frontenac und verbündete sich mit diesem für weitere Aktivitäten. So genoss Perrot von nun an den Schutz Frontenacs bei seinem Vorhaben, den Pelzhandel zu monopolisieren. Gegner seines Vorgehens wurden ohne Prozess inhaftiert oder mit Gewalt bedroht.
1678 sperrte Perrot willkürlich Migeon de Branssat, Richter am Herrschaftsgericht von Montreal, ein, weil er die Verhaftung eines Coureur de Bois in Perrots Diensten angeordnet hatte. Als der Souveräne Rat beschloss, einzugreifen, verbot ihm Frontenac, tätig zu werden. Der Rat legte die Angelegenheit dann dem König vor, der umgehend ein Edikt erließ, das es den regionalen Gouverneuren untersagte, jemanden ohne eine besondere Anordnung des Generalgouverneurs oder des Souveränen Rates einzusperren oder mit einer Geldstrafe zu belegen. Das Edikt betonte die Zuständigkeit der Justiz und die der etablierten Gerichte und schützte die Bevölkerung von Neufrankreich so vor willkürlichen Verhaftungen. Durch einen einzigartigen Zufall verabschiedete das Parlament in England im selben Jahr, 1679, unter ziemlich ähnlichen Umständen ein Gesetz, das dasselbe Ziel erreichen sollte, das unter dem Namen Habeas Corpus an die Nachwelt weitergegeben wurde.
Perrot ignorierte das Edikt, da er sich des Schutzes von Frontenac sicher war, und schikanierte weiterhin die Einwohner von Montreal, die sich über den illegalen Pelzhandel beschwerten, an dem er sich weiterhin beteiligte. Als Vertreter des Outaouai Stammes nach Montreal kamen, um ihre Felle zu verkaufen, postierte er Wachen, um alle außer seinen Männern und Frontenac daran zu hindern, mit ihnen Handel zu treiben.
Auf Betreiben des Souveränen Rats wurde Frontenac aufgrund der zahlreichen Beschwerden und Vorwürfen schließlich 1682 seines Amtes enthoben. Im Mai 1682 teilte der König Le Febvre de La Barre, dem neuen Generalgouverneur der Kolonie, weiterhin mit, dass er Perrot von seinem Posten entlassen wollte. La Barre verteidigte allerdings Perrot, indem er seine Bedeutung im illegalen Pelzhandel herunterspielte und erklärte, dass die Beschwerden gegen ihn aus der Eifersucht der Kaufleute von Montreal entstanden seien. Da La Barre selbst bald sehr aktiv in diesem Handel sein sollte, trotz sehr strenger Vorschriften, die ihm die direkte oder indirekte Teilnahme daran untersagten, entschuldigte La Barre in Wirklichkeit sowohl sein eigenes Verhalten als auch das von Perrot. Dieser wurde allerdings trotzdem 1683 entlassen und im folgenden Jahr durch Louis-Hector de Callière ersetzt. Perrot amtierte in der Folge allerdings als Gouverneur von Akadien. 1684 verkaufte er seinen Besitz an Charles Le Moyne aus Longueuil und Châteauguay.

### Tätigkeit in Akadien und Tod
Perrot ging von Montreal allerdings zuerst nach Frankreich und trat seinen Posten in Port-Royal erst im September 1685 an. Trotz der strengen Warnungen setzte er seinen illegalen Aktivitäten auch in der neuen Dienststellung fort. Er verschwendete keine Zeit mit dem Versuch, auch hier den Pelzhandel unter seine Kontrolle zu bringen, handelte in seinem eigenen Haus offen mit Brandy, verschiffte Schmuggelware nach Boston und verkaufte, in völliger Missachtung der Befehle des Königs, den Fischern Neuenglands Konzessionen, zur Befischung der Küste von Acadien. Erneut gingen beim Minister Colbert Beschwerden ein, sowohl von Einzelpersonen als auch von Bergier, einem Hugenottenkaufmann aus La Rochelle und Direktor der Compagnie de la Pêche sedentaire de l'Acadie. Infolgedessen wurde Perrot im April 1687 aus seinem Amt entlassen. Er kehrte jedoch zunächst nicht nach Frankreich zurück, sondern blieb in Acadia, wo er seine Tätigkeiten, trotz der Warnungen des Ministers, fortsetzte.
Im Mai 1690 gelang es William Phips mit einer Expedition aus Boston die Einnahme Port-Royals. Gouverneur Louis-Alexandre Des Friches de Meneval wurde mit seiner Garnison gefangen genommen. Einen Monat später traf Joseph Robinau de Villebon, ehemaliger Offizier der Garnison von Port-Royal, an Bord der Union, die zur Compagnie de la Pêche sedentaire de l'Acadie gehörte, aus Frankreich ein, um das Kommando über die Provinz zu übernehmen. In Begleitung von Perrot zog er sich an den Fluss Saint-Jean zurück. Einige Tage später drangen zwei Piratenschiffe aus den englischen Kolonien in den Fluss ein und kaperten gleichzeitig die französischen Schiffe mit Perrot an Bord. In der Überzeugung, dass er große Geldsummen versteckt hatte, folterten ihn die Piraten, um ihn zu zwingen, sein Versteck preiszugeben. Anschließend befreite ihn ein französischer Freibeuter und brachte ihn in einen französischen Hafen zurück. Er ließ sich in Paris nieder und versuchte erfolglos, erneut zum Gouverneur von Acadia ernannt zu werden. Er starb am 20. Oktober 1691 in Paris, wahrscheinlich an den Folgen der Folter, die ihm englische Piraten zugefügt hatten.